# Convention Epitanime
 (août 2018).
- Si vous ne connaissez pas le sujet, laissez ce bandeau (vous pouvez alors contacter les auteurs).
- Si vous supprimez le contenu mis en cause (vous pouvez préalablement contacter les auteurs),

argumentez précisément cette suppression dans la page de discussion
(un manque de référence n'est pas un argument ; une recherche réelle de référence doit avoir été effectuée, être formellement documentée).
La convention Epitanime (anciennement "convention de l'animation à l'EPITA" ou "Japan Expo 2000") est une convention sur la Japanimation. Elle se déroule tous les ans vers la fin du mois de mai dans les locaux du campus IONIS au Kremlin-Bicêtre. Cette convention est organisée par l'association Epitanime.

## Association
Située au Kremlin-Bicêtre, Epitanime (エピタニメ, Epitanime) est une association à but non lucratif fondée en 1994 par des étudiants d'EPITA. Les statuts ont été déposés en préfecture 4 ans plus tard.
C'est aussi l'une des plus anciennes et des plus grandes associations de l'école d'ingénieurs EPITA. L'association Epitanime réalise des activités pour plusieurs écoles de IONIS Education Group. L'accès est gratuit pour les écoles du pôle ingénieurs (EPITA, IPSA, ESME, SupBiotech) et technologique (Epitech, SUP'Internet, e-ArtSup).
Les activités de l'association sont centrées autour du manga et de l'animation japonaise, mais aussi du jeu vidéo ou du jeu de go,. C'est un point de rencontre pour les personnes intéressées par la culture japonaise en général, depuis la langue elle-même jusqu'à la cuisine, en passant par diverses activités populaires au Japon : arts martiaux, Dance Dance Revolution, cosplay, films amateurs, etc.
L'association Epitanime est aussi présente dans plusieurs événements autour du thème du Japon en France dont Japan Expo (qu’elle a contribué à créer), Paris Manga, etc.
Epitanime organise également des activités hebdomadaires tout au long de l'année comme des cours de dessin, de japonais, des jeux traditionnels japonais ou des jeux de cartes japonais. Plusieurs étapes du parcours européen et mondial du jeu Vanguard sont notamment joués à Epitanime.

## Convention

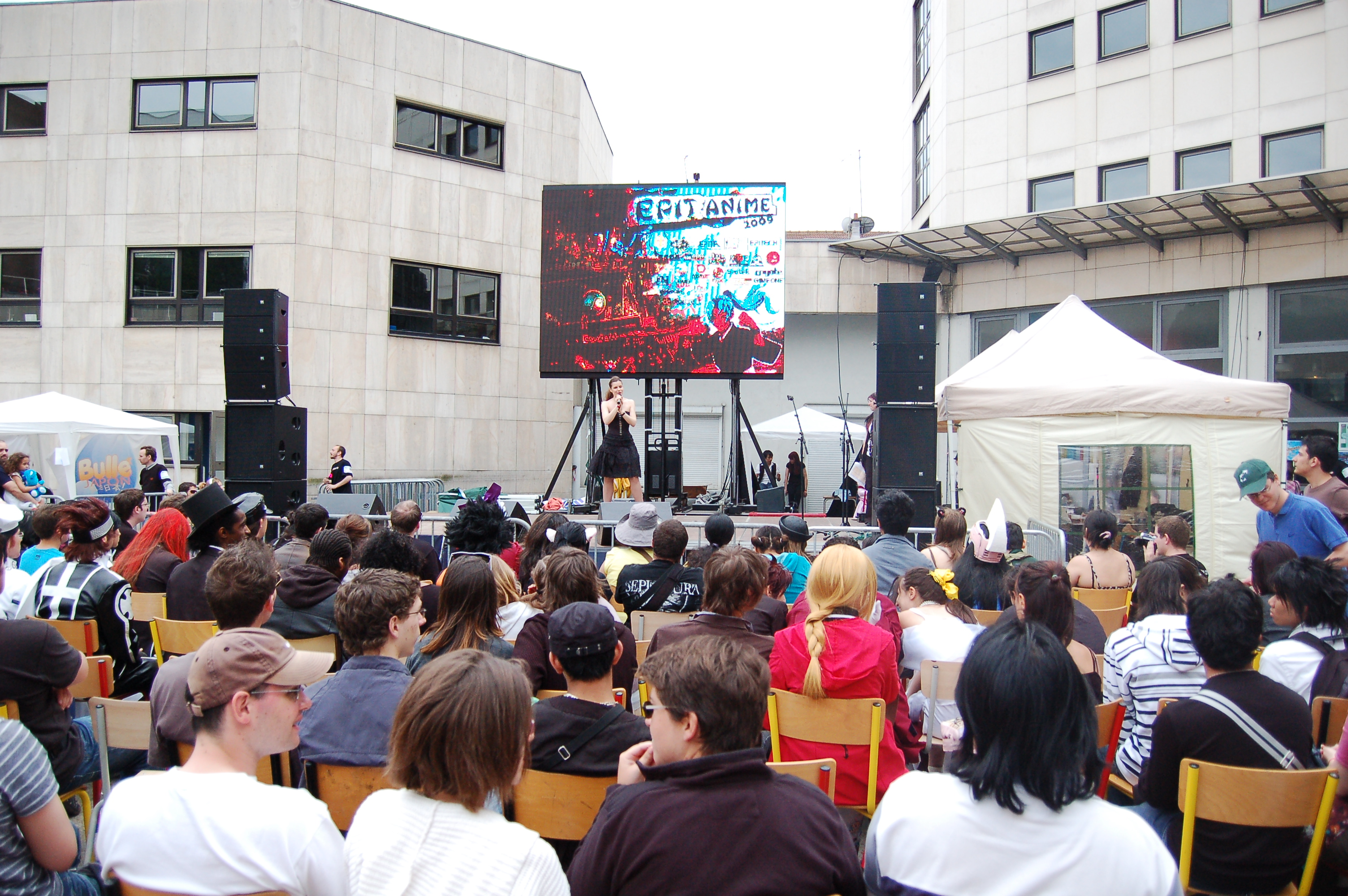
Karaoké lors de l'édition 2009

La convention Epitanime est « l'une des plus anciennes et importantes conventions de France consacrée à la culture populaire japonaise »,. En 2009, lors de sa XVIIe  édition, elle a regroupé entre 7000 et 8000 participants.
Cette convention a connu différents noms avant d'arriver au nom de convention Epitanime. En effet, elle fut appelée Convention de l'animation à l'EPITA, Japan Expo 2000 lors de VIIIe édition en 2000, et Convention Epitanime depuis la XIIe édition en 2004.

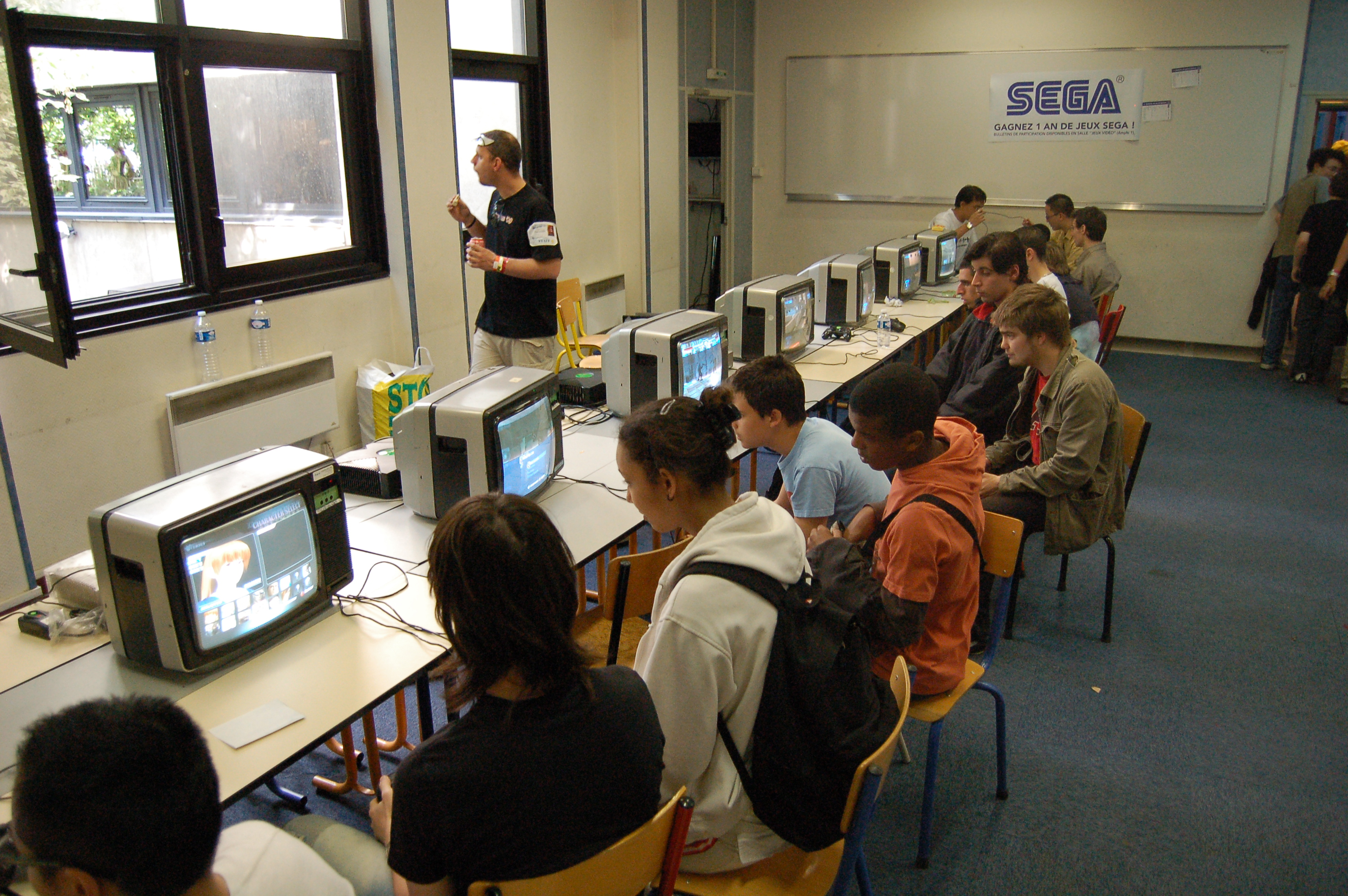
Jeux vidéo, édition 2009

Lors des conventions, différents services et activités sont proposés, :
- Une scène donne notamment l'occasion d'organiser cosplays et concerts ;
- L'Epifestival un festival de plein air avec différents stands ;
- Des jeux vidéo[14], organisés en partenariat avec d'autres associations de jeux vidéo (Cycom, Make Some Noise...) ;
- Des activités en salle : jeux de stratégie asiatique (Go, Shogi, Mah Jong, etc.), activités et espace de lecture autour des mangas, activités autour la culture vestimentaire japonaise ;
- Une Artists Alley et des boutiques autour du Japon.

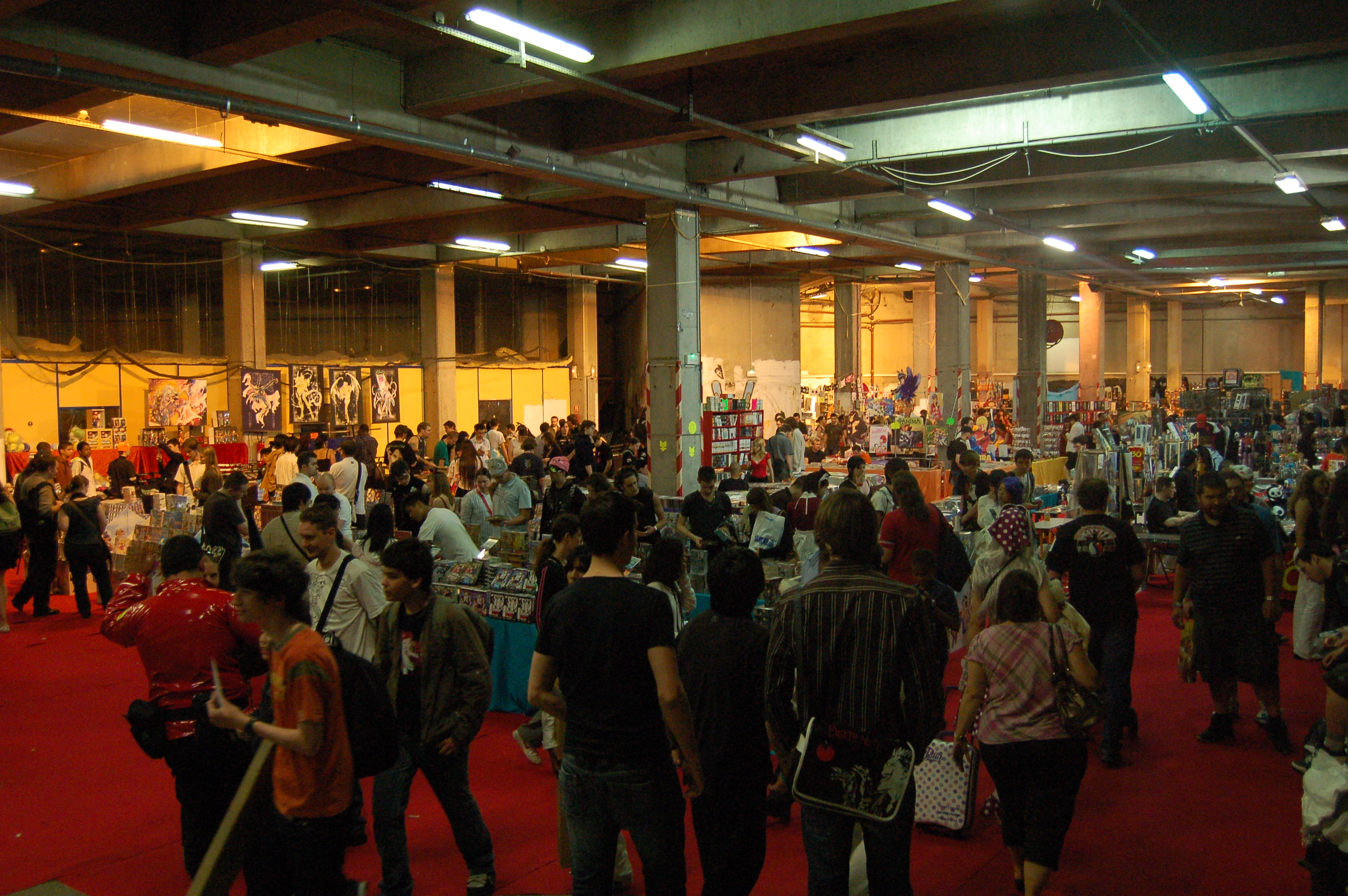
Artists Alley, édition 2009